# 江西省臨時約法
江西省臨時約法，由江西督府參事廳於1912年1月制訂，江西都督馬毓寶公佈，全約法共七章六十條。
《江西省臨時約法》內容：
- 第一章 總綱
- 第二章 都督
- 第三章 人民
- 第四章 政務委員
- 第五章 議會
- 第六章 司法
- 第七章 附則

《江西省臨時約法》是江西省議會的法律執行框架。但《約法》對江西各政治權力之間的相互制衡的設計並不周全。例如，都督無解散議會或否決議案的法定權力，議會的權力又僅限於彈劾政務員而不及都督。